# ميتسوهيرو إيتشيكي
ميتسوهيرو إيتشيكي (市来光弘 إيتشيكي ميتسوهيرو) هو ممثل ياباني ولد في 10 يناير 1982 في كاغوشيما.

## أدواره في الأنمي

### مسلسلات أنمي تلفزيونية
- بليتش - يوكيو هانس فورالبيرنا
- سكول رمبل - هيرويوشي أسو
- سكول رمبل:الفصل الدراسي الثاني - هيرويوشي أسو
- آخر (رواية) - توموهيكو كازامي
- فريزينغ - كازويا أوي
- فريزينغ فايبريشن - كازويا أوي
- نبضات الملاك! - تاكياما
- دانس إن ذا فامباير باند - هيكوساكا
- ميد ساما! - ناويا شيروكاوا
- بيرسونا 4 ذي أنيميشن - شو ناكاجيما
- فراكتال - شاب
- إينوياشا: الجزء الأخير - مبعوث شيشينكي
- توكين رانبو: هانامارو - ياماتونوكامي ياسوسادا
- يواموشي بيدال NEW GENERATION - ساداتوكي سوغيموتو
- فيت/ستاي نايت Unlimited Blade Works - غاي غوتو
- فوميكيري جيكان - تكاشي كوموبا
- كوكورو كونكت - شوتو شيروياما

### أوفا أنمي
- سكول رمبل:حصص إضافية - هيرويوشي أسو

## أدواره في ألعاب الفيديو
- فاير إمبلم أويكينينغ - دونيل
- فاير إمبلم فيتس - هيناتا

## وصلات خارجية
- ميتسوهيرو إيتشيكي على موقع IMDb (الإنجليزية)
- ميتسوهيرو إيتشيكي على موقع ميوزك برينز (الإنجليزية)
- ميتسوهيرو إيتشيكي على موقع قاعدة بيانات الفيلم (الإنجليزية)
- ميتسوهيرو إيتشيكي على موقع كينوبويسك (الروسية)
- ميتسوهيرو إيتشيكي على موقع ANN person (الإنجليزية)